# Ammar el Feta
 (mai 2014).
Ammar el Feta était le pacha de Marrakech à l'époque du sultan Moulay Zidane, appelé aussi Zaidan el-Nasir et de son fils Moulay Abd el-Malek. 

## Biographie
Sur l'ordre de Zaidan el-Nasir, il effectua en 1618 une expédition à Tombouctou pour raffermir le pouvoir marocain, sans succès. Au cours de cette expédition il était accompagné de son esclave, le marin français Paul Imbert, originaire des Sables d'Olonne et capturé par les corsaires maures vers 1610.
D'origine portugaise, le pacha Ammar el Feta avait été capturé en tant qu'enfant et castré pour en faire un eunuque avant de devenir un haut dignitaire marocain.